# Дуглас, Джеймс, 3-й граф Мортон
Джеймс Дуглас, 3-й граф Мортон (англ. James Douglas, 3st Earl of Morton; умер в декабре 1548) — шотландский аристократ из клана Дугласов.

## Биография
Старший сын Джона Дугласа, 2-го графа Мортона (? — 1513), и Джанет Крайтон, дочери сэра Патрика Крайтона. Внук Джеймса Дугласа, 1-го графа Мортона (1426—1493), и Джоанны Шотландской, дочери короля Шотландии Якова I Стюарта.
В 1513 году после смерти своего отца Джеймс Дугласа унаследовал титул 3-го графа Мортона. Он женился на Кэтрин Стюарт, внебрачной дочери короля Шотландии Якова IV (1473—1513) от его любовницы Марион Бойд. У супругов было три дочери:
- Маргарет Дуглас, муж — Джеймс Гамильтон, 2-й граф Арран (1515—1575)
- Беатрикс Дуглас, муж — Роберт Максвелл, 5-й лорд Максвелл (ок. 1510—1552)
- Элизабет Дуглас, муж — Джеймс Дуглас, 4-й граф Мортон (ок. 1516—1581).

Джеймсу Дугласу наследовал его зять, Джеймс Дуглас, 4-й граф Мортон, муж его дочери Элизабет. Его дочь леди Маргарет Дуглас вышла замуж за Джеймса Гамильтона, 2-го графа Аррана, который был предполагаемым наследником Марии Стюарт, королевы Шотландии, до рождения ее сына Якова в 1566 году. Все три дочери 3-го графа Мортона страдали психическим расстройством.

## Отставка вБрикине
В 1541 году король Яков V приказал графу Мортону отправиться в Инвернесс и перейти в уорд (домашний арест). Но король встретил его по пути в Брикине 17 октября 1541 года. Мортон передал свои титулы во дворце Далкейта и его земли королю, и ему было разрешено вернуться домой. Свидетелями юридического документа были Дэвид Битон, Томас Эрскин из Холтоуна, Джон Теннент, Оливер Синклер с Питкэрна, Эндрю Вуд из Ларго и другие видные придворные. Конфискованные у графа Мортона земли были переданы Роберту Дугласу Лохлевенскому, мужу бывшей любовницы короля Маргарет Эрскин. Роберт Дуглас впоследствии отказался от титула в пользу короля Якова V 20 января 1542 года, оставив за собой только замок Абердур.
В 1543 году, после смерти короля Шотландии Якова V Стюарта, граф Мортон успешно оспорил законность своей отставки перед королевским советом во главе с регентом графом Арраном. Мортон заявил, что он стар и немощен и вряд ли выживет в заключении в Инвернессе вдали от комфорта Восточного Лотиана, и его вынуждали его «справедливые опасения» (законный страх) перед королем с его «угрозами» и сообщениями с «хвастливые слова». 29 марта 1542 года он «незаметно» сделал так, чтобы нотариус составил свои возражения. Совет под руководством графа Аррана объявил его «постоянным человеком» перед лицом страха и страха, и все сделки не принесли результата. В 1543 году Джордж Дуглас из Питтендрейха помог графу Мортону отстаивать свои права. Историк Джейми Кэмерон предполагает, что мотив короля Якова V Стюарта, возможно, заключался в том, чтобы передать наследство Мортона своему сыну от Маргарет Эрскин, Джеймсу Стюарту, 1-му графа Морею, в случае, если графство перешло к сыну Джорджа Дугласа.